# Phyllocycla baria
Phyllocycla baria – gatunek ważki z rodziny gadziogłówkowatych (Gomphidae).